# Zapotlán del Rey
Zapotlán del Rey är en ort i Mexiko.   Den ligger i kommunen Zapotlán del Rey och delstaten Jalisco, i den centrala delen av landet, 400 km väster om huvudstaden Mexico City. Zapotlán del Rey ligger 1 553 meter över havet och antalet invånare är 3 280.
Terrängen runt Zapotlán del Rey är kuperad åt nordost, men åt sydväst är den platt. Runt Zapotlán del Rey är det ganska glesbefolkat, med 43 invånare per kvadratkilometer. Närmaste större samhälle är Poncitlán, 9,6 km söder om Zapotlán del Rey. Trakten runt Zapotlán del Rey består till största delen av jordbruksmark.